# 외수차별
외수차별은 상품, 재화를 수출하는 국가가 수출하기 위한 외수용을 내수용보다 의도적으로 품질을 떨어뜨리거나, 일부 기능을 제거해서 다운그레이드해서 판매하는 유사한 뜻으로는 다운그레이드도 있다. 이는 대게 무기 해외 판매에 있어 가장 많은 현상으로, 상대적으로 민간용 상업 제품은 무한 경쟁에서 도태되는 것을 꺼리기에 성능을 낮추는 경우가 희박하다.

## 역사

### 미국
미국이 스텔스 항공기의 "다운 그레이드 된"버전을 UAE 에 판매 하도록하기를 희망하고 있다는 보도도 나왔다. 도널드 트럼프 미 대통령 역시, "동맹도 등돌릴 수 있어…가장 좋은 무기는 안준다"라며, "수출용보다 내수용을 더 좋게 만들라고 지시…F-35는 눈에 안보이는 전투기"라는 발언도 밝혀 외수용에 차별이 있다는걸 공공연하게 밝혔다.

#### F-35
록히드 마틴의 F-35 JSF에 적용될 Anti-Tamper(AT) 기술을 개발하는 데 사용될 10억 달러 이상의 추가 예산안이 제출되었다.  Anti-Tamper 기술이란 F-35의 스텔스 특성을 유출 방지하기 위한 기술이며, 여기에는 특정 기술의 삭제, 수출용 모델의 스텔스 성이 저하되도록 만드는 것이 포함된다. 즉, 한국 국방부가 국방백서 작성시 출처로 사용할 정도로 세계적인 권위를 가진 군사정보 매체 Janes의 2004년 보도된 내용에 의하면, 어떻게 하면 수출용 F-35의 별도의 스펙을 만들지 연구하는데에만 10억 달러의 투자를 했다는 것으로 F-35가 외수용과 내수용의 스펙 차이가 있다는 정황상 증거다.

#### F-16 신형 레이더 수출 사업
한국의 F-16용 레이더를 수출하는데에도 미국의 외수차별 정책이 관련돼 있다는 논란이 있다. 정부 관계자도 “레이더 교체 사업과 관련해서는 언급하기가 어렵다”며 함구했고, 미 정부가 AESA 레이더 수출을 꺼리는 데는 자국의 첨단기술 노출 가능성 때문으로 보인다.

#### M1 이집트 수출
이집트에 수출되는 M1 전차는 내수용 전차와 달리 열화우라늄 계열의 전차포탄이 아닌 더 얇은, 수출용 포탄을 수출한다. 물론 열화우라늄 계열이 관통력이 높고 전투능력이 우수하나, 사용하는 전차병에게 방사능 노출된다는 건강 논란이 있다. 그러나 내수·외수에 스펙의 차이를 둔다는 것은 사실이라고 증명하는 대표적인 사례다.

### 러시아
미국과 더불어 세계적인 무기 수출국가인 러시아 쪽은 전략무기만이 아닌, 거의 대부분의 무기를 외수차별 정책에 따라 판매한다. 미국, 일본에 비하면 러시아는 전략무기라고 할 것이 없기도 하며(SM-3, B-2, 이지스함, F-35, J/FPS-5, J/FPS-3, AESA 등의 전략무기나 기술에 대칭하는 방산 물자가 러시아에 없다.), 언제 경제제재를 받을지 모르는 불안정한 러시아의 외교사정과 블라디미르 푸틴 정권에 의해 움직이는 독재적인 수출 정책등으로 부품 수급이나 후속 업그레이드 문제라는 리스크도 있어, 고객 국가 입장에서도 달갑지 않은 단점으로 작용되며, 러시아 입장에서도 오랫동안 수출 사업을 유지할 보장도 없고, 신뢰할 고객이 없어 어쩔 수 없이 외수차별 정책으로 갈 수 밖에 없다. 대표적인 사례가 불곰사업으로 대한민국 산림청, 소방청이 도입했다 연달아 추락한 KA-32 헬기가 있다.

#### 걸프전쟁 당시 이라크가 썼던 T-72 논란
걸프전쟁 당시 이라크 육군이 썼던 소련제 T-72가 다운그레이드 버전, 즉 성능이 낮은 버전이라는 소문이 역사가들 사이에서 많다. T-72A를 수출용으로 만든 T-72M1을 이라크군이 사용했는데, 이는 포탑 전면 방호력이 날탄 대비 380mm, HEAT탄 대비 490mm이다. 그 당시 신형인 T-72B는 콘탁트 1(1985년) 반응장갑 부착시 날탄 대비 520-540mm이고, 콘탁트 5(1988년) 반응장갑 부착시 날탄 대비 770-800mm, HEAT탄 대비 1,100mm 방호력을 가졌다. 걸프전쟁 시점에서 소련 내수용과 이라크의 소련제 전차는 2배 가까이 차이가 났다. 즉, 러시아가 당시 개발한지 얼마 안 된 전차보다는 약하지만, 그렇다고 개발된지 10년도 안 된(1982년) T-72M1을 다운그레이드 버젼이라고 부르기도 애매한 면이 있다. 더불어 바르샤바 조약기구 국가 중, 서방국가와의 최전선에 있던 국가들이 수입하기도 했다. 소련이 이라크에 수출하는 과정에서 스펙에 다운그레이드 조치를 했다는 건 틀렸지만, 빠르게 도태됐다는 건 사실이다.

## 같이 보기
- 다운그레이드
- 무기
- 수출